# Polieukt (dramat Pierre’a Corneille’a)
Polieukt (fr. Polyeucte) – tragedia Pierre’a Corneille’a wystawiona w sezonie 1642/1643.

## Data powstania utworu
Corneille wystawił Polieukta w Théâtre du Marais w sezonie 1642/1643. Sztuka cieszyła się dużym powodzeniem u publiczności. Szczególnie ujęły widownię miłosne perypetie głównych postaci, a spotkanie Pauliny z Sewerem uchodziło za szczytowe osiągnięcie kunsztu dramatycznego Corneille’a. Krytycy byli bardziej powściągliwi. François Hédelin d'Aubignac krytykował połączenie wątków religijnych z miłosnymi, co jego zdaniem wpływa na obniżenie powagi wielkich spraw. Zarzucał autorowi ryzykowną konstrukcję fabuły, która mogła doprowadzić, gdyby Sewer bardziej się postarał, do postawienia męczennika w śmiesznej sytuacji rogacza. Uważał również, że Corneille wystawił na szwank wiarę, pozwalając służącej Stratonice, bezkarnie lżyć chrześcijaństwo. Religijni odbiorcy sztuki narzekali, że wszystko co w Polieukcie święte odpycha i nudzi. Sala - pisał książę Conti - o wiele bardziej współczuje kochankowi, niż apostołom wiary.

## Osoby
| Osoba      | Jej rola w dramacie                        |
| ---------- | ------------------------------------------ |
| Feliks     | senator rzymski, gubernator Armenii        |
| Polieukt   | szlachcic armeński, zięć Feliksa           |
| Sewer      | żołnierz rzymski, faworyt cesarza Decjusza |
| Nearch     | szlachcic armeński, przyjaciel Polieukta   |
| Paulina    | córka Feliksa, żona Polieukta              |
| Stratonika | przyjaciółka Pauliny                       |
| Albin      | zaufany Feliksa                            |
| Fabian     | domownik Sewera                            |
| Kleon      | domownik Feliksa                           |

## Treść
Akcja utworu rozgrywa się za panowania cesarza Decjusza (249-251) w Melitenie stolicy rzymskiej prowincji Armenii.

### Akt I

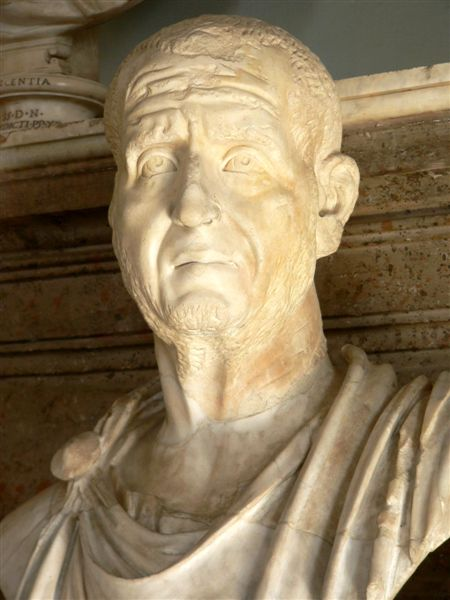
Cesarz Decjusz (249-251)

Paulina, zakochana w Sewerze, po jego śmierci w bitwie z Persami, z woli ojca wychodzi za wpływowego szlachcica armeńskiego, Polieukta. Swej powiernicy, Stratonice, zwierza się ze snu, w którym jej mąż został skazany na śmierć za wyznawanie wiary chrześcijańskiej przez Sewera. Polieukt, aby uspokoić żonę obiecał tego dnia nie opuszczać domu. Albin, zaufany jej ojca przybywa z wieściamiː Sewer nie zginął w bitwie. Odnaleziony na polu bitwy przez Persów został wyleczony i wymieniony na perskiego księcia. W kolejnej bitwie pokonał Persów i teraz przybywa do Meliteny złożyć ofiary dziękczynne. Ojciec Pauliny jest przerażony możliwością zemsty potężnego Sewera. Przeklina uległość córki względem jego żądań. Domaga się, by Paulina spotkała się z nim i udobruchała go. Paulina odmawia. Nadal kocha Sewera i nie chce, by jej serce naraziło na szwank cnotę. Ostatecznie jednak ulega ojcu.

### Akt II
Sewer cieszy się nadzieją spotkania z Pauliną, gdy Fabian wyjawia mu, że jego ukochana jest od piętnastu dni zamężna. Sewer nie chce żyć. Paulina zapewnia go o swej miłości. Musi być jednak posłuszna ojcu i wierna cnocie. Jedynym wyjściem jest dla nich rozstanie. Stratonika jest dobrej myśli, Paulina obawia się jednak, co zrobi Sewer. Polieukt upewnia żonę, że nic mu się nie stanie, skoro dotąd żyje. Feliks wzywa zięcia na uroczystość złożenia ofiary bożkom. Polieukt wyjawia jednak Nearchowi, że zamierza obalić posągi bożków i w ten sposób zdobyć koronę męczeńską i życie wieczne.

### Akt III
Paulina niepokoi się o przebieg spotkania męża z kochankiem. Stratonika powracająca z uroczystości lży Polieukta jako chrześcijanina. Paulina staje w obronie męża, wtedy służąca wyjawia, że Polieukt wraz z Nearchem znieważyli rzymskie bogi i wzywali do wiary w Boga Jedynego. Nadchodzący ojciec powiadamia Paulinę, że zarządził przezeń egzekucję Nearcha aby skłonić Polieukta do wyparcia się błędu. Paulina wątpi jednak w skuteczność tego kroku, dla chrześcijan męczeństwo jest łaską. Prosi ojca w imię bogów i cesarza, by ratował jej męża. Feliks postanawia jednak stanąć po stronie prawa i cesarza. Paulina grozi, że straci również córkę. Albin przynosi wiadomość, że egzekucja Nearcha nie tylko nie przeraziła Polieukta, ale jeszcze bardziej go ożywiła. Feliks wyrzuca córce, że broni niegodnego męża, ona jednak odpowiada, że to z jego woli została żoną Polieukta. Ojciec odsyła ją więc do męża, by go nakłoniła do zmiany postawy. Feliks boi się nie wykonać surowych praw Decjusza wydanych przeciw chrześcijanom, tym bardziej, że obawia się zemsty potężnego Sewera. Albin ostrzega go, że miasto może powstać w obronie Polieukta.

### Akt IV
Polieukt obawia się spotkania z Pauliną, jej łez. Paulina namawia męża, by się ratował. Dla Polieukta większą wartość ma jednak niebieska szczęśliwość z Bogiem. Żona chce, by mąż został z nią i służył krajowi. Polieukt chce jednak przede wszystkim służyć Bogu. Paulina żali się, że zostawia ją samą, choć zaledwie ślubował jej miłość. Polieukt ma nadzieję, że ta jego ofiara pociągnie jego żonę za nim ku szczęściu wiecznemu. Pojawia się Sewer. Polieukt błogosławi obojgu zakochanym i zachęca ich do zawarcia małżeństwa po jego śmierci. Paulina odrzuca jednak starania Sewera. Nie chce, by ktokolwiek pomyślał, że dążyła do śmierci męża. Sewer, mimo upadku swoich oczekiwań, zachwycony wielkodusznością ukochanej, postanawia wstawić się u cesarza za Polieuktem. Fabian ostrzega go przed tym czynem. Decjusz uważa chrześcijan za czarowników i nienawidzi ich.

### Akt V

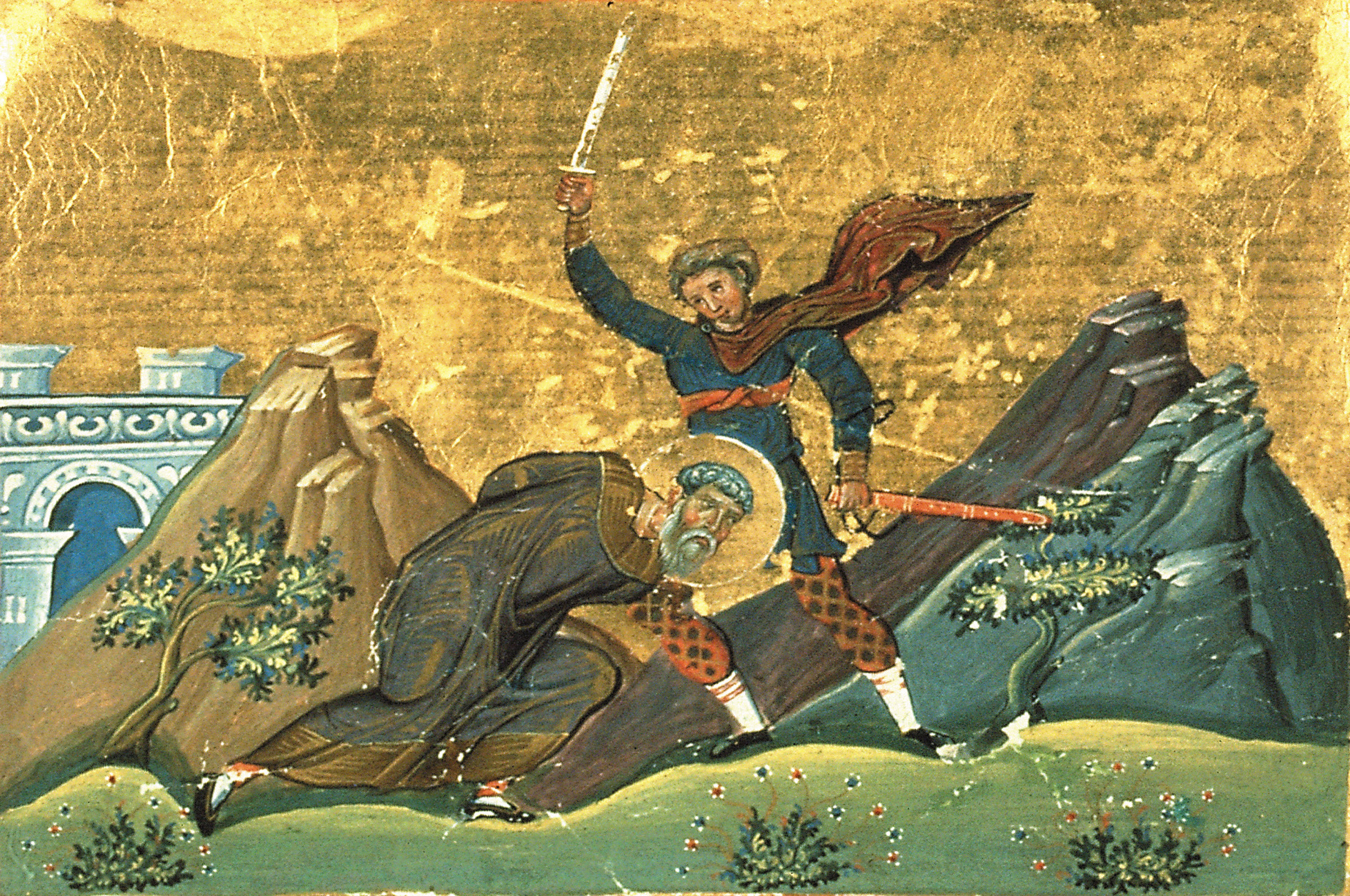
Śmierć Polieukta. Miniatura w Monologion Bazylego II. XI w.

Feliks na wieść o wyjeździe Sewera na dwór cesarski postanawia czym prędzej zakończyć proces zięcia, aby uprzedzić knowania potężnego dostojnika. Udaje, że nawrócił się na chrześcijaństwo i próbuje nakłonić Polieukta, by chwilowo wyrzekł się swej wiary, aby pouczyć o niej swego teścia. Podstęp jednak wychodzi na jaw. Paulina miota się próbując skłonić raz ojca, by ułaskawił jej męża, to znów męża, by w imię miłości pozostał z nią. Udręczony tymi próbami Polieukt wyzywa pogańskich bogów. Wściekły Feliks skazuje go na śmierć i nakazuje natychmiast wykonać wyrok. Paulina wraca z miejsca kaźni jako chrześcijanka i żąda od ojca, by nakazał ściąć ją tak jak przed chwilą jej męża. Sewer wraca z ułaskawieniem dla Polieukta. Dowiedziawszy się o jego śmierci wybucha gniewem przeciw Feliksowi, grożąc mu degradacją i sądem. Feliks przyznaje się do tego, że śmierć Polieukta ukazała mu całą nicość rzymskich bogów, i że jako nawrócony na chrześcijaństwo poddaje się wraz z córką sądowi. Sewer ogłasza, że wskutek jego interwencji cesarz Decjusz wycofał się z prześladowania chrześcijan, Feliks i Paulina mogą więc odtąd służyć ojczyźnie jako chrześcijanie. Wspólnie udają się wznieść grobowiec Polieuktowi.

## Analiza
Żywot Polieukta opracowany w X wieku przez Symeona Metafrasta, w wieku XVI zainteresował Wawrzyńca Suriusa, a po nim Mosandra i Bartolommeiego. Corneille wzbogacił przekaz hagiograficzny. Układ pomiędzy męczennikiem, jego żoną, teściem Feliksem i nieszczęśliwym rywalem Sewerem zaczerpnął z lektury powieści biskupa Camus Alexis et Agatonphile où les Matryrs siciliens.
Polieukt jest początkowo wzruszającą opowieścią o miłości młodej dziewczyny, wydanej wbrew jej woli za mąż i jej ukochanego, który chce umrzeć, dowiedziawszy się, że ją utracił. Historia nabiera cech heroicznych, gdy Paulina odrzuca propozycję nieczystego szczęścia u boku Sewera, a ten podejmuje się ocalenia rywala. Początkowo niezainteresowana małżeństwem, stopniowo wskutek przeciwności przed jakimi staje ich związek, zakochuje się w nim i ta miłość każe jej ostatecznie naśladować bohaterstwo męża, stając się czynnikiem udoskonalenia moralnego.

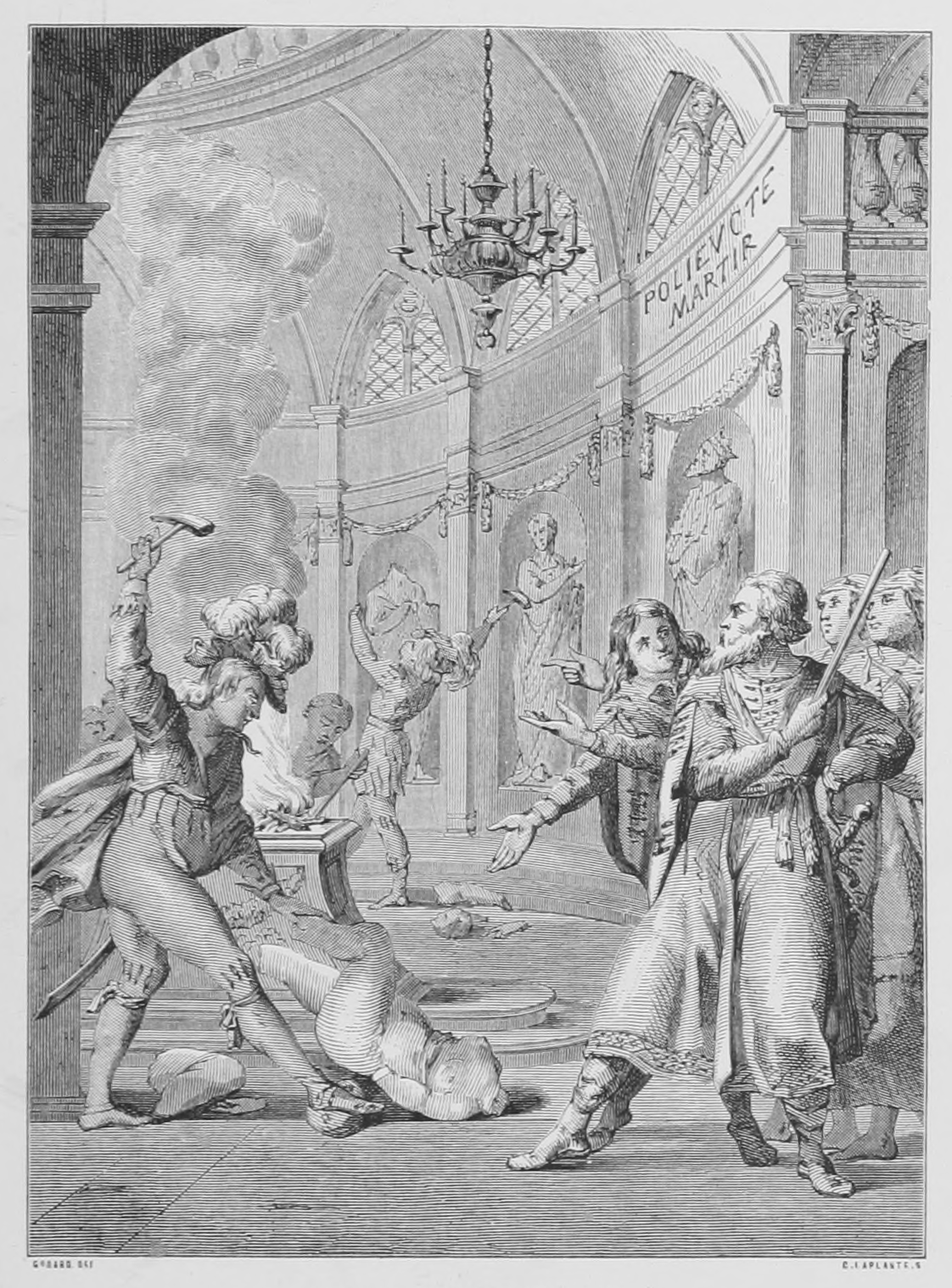
Scena śmierci Polieukta

Tragedia ma również aspekt polityczny. Chrześcijanie postępują jak lojalni poddani i żołnierze, a mimo to bycie chrześcijaninem oznacza bycie przestępcą. Polieukt czynnie angażuje się przeciw państwowej religii, obalając bożki. Autor stawia problemː jak postępować, gdy nie można pogodzić obowiązków względem cesarza z obowiązkami względem Boga. Gwałtowne obalenie bożków wywołało zgorszenie. Corneille świadomie uderzył w salon pani de Rambouillet. Hagiografowie zganili później to obalenie bożków i odrzucili je jako apokryf, niezgodny z historyczną prawdą.
Ośrodek tragedii stanowi dramat wiary. Polieukt, bardzo zakochany i szczęśliwy, zostaje oderwany przez łaskę wiary od kobiety, którą kochać chce i powinien. Opiera się szczęściu, obawie przed śmiercią, pokusie życia dla dobra chrześcijan i nawracania pogan. Działa z natchnienia Boga. Zgorszenie, jakie wywołał służy sprawom wiary. Dzięki jego śmierci może się narodzić nowy układ stosunków społecznych, w którym znajdzie się miejsce dla chrześcijan.

## Tłumaczenia na język polski
Tragedia została przetłumaczona na język polski przez Stanisława Laskowicza i pod tytułem Polieukt męczennik ukazała się drukiem w Wilnie w 1836 roku nakładem A. Marcinkowskiego.